# Nina Jäckle
Nina Jäckle (* 20. Mai 1966 in Schwenningen) ist eine deutsche Schriftstellerin und Autorenfilmerin.

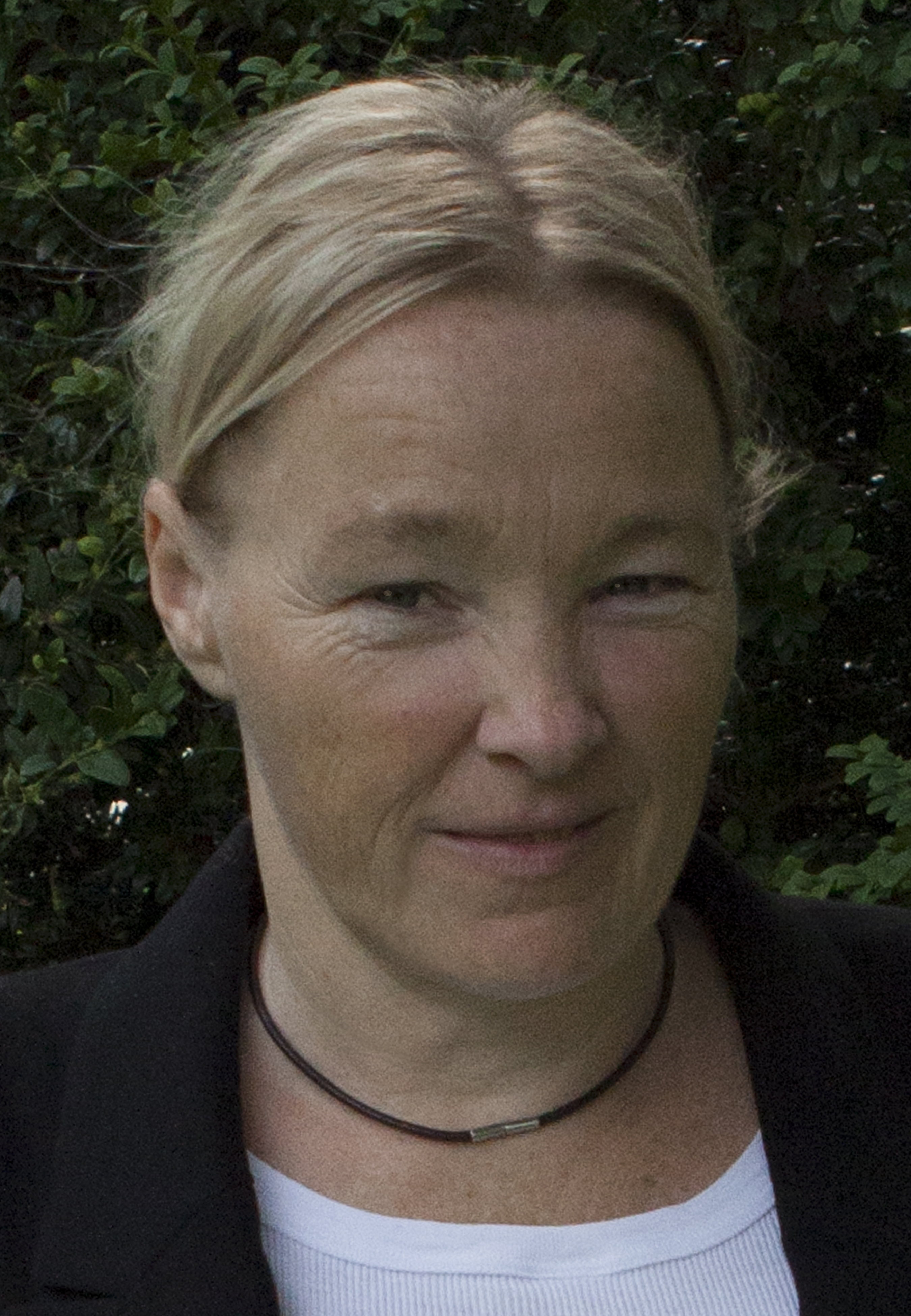
Nina Jäckle, vor 2018

## Leben
Nina Jäckle wurde in Schwenningen im Schwarzwald geboren und wuchs in Stuttgart auf. Nach der Mittleren Reife verfolgte Jäckle das Berufsziel einer Übersetzerin für französische Literatur. Dazu besuchte sie Sprachschulen in Neuchâtel und Paris. Mit 25 Jahren begann sie zu schreiben. Nina Jäckle verfasste bislang Hörspiele, Theaterstücke, Drehbücher und vor allem Prosa. Seit 2008 gehört Jäckle dem PEN-Zentrum Deutschland an. 2011 wurde sie als Beirätin in das PEN-Präsidium gewählt.

## Werke
- Es gibt solche. Erzählungen. Berlin Verlag, Berlin 2002, ISBN 3-8333-0103-1
- Noll. Roman. Berlin Verlag, Berlin 2004, ISBN 3-8270-0543-4
- Gleich nebenan. Roman. Berlin-Verlag, Berlin 2006, ISBN 3-8270-0654-6
- L’instant choisi. Roman. Editions Autrement, Paris 2008
- Hanne. Hörspiel. DSR 2006
- Das möblierte Zimmer Kurzfilm, 2009
- Hanne, Theaterstück, Aufführung 2009
- Nai, oder was wie so ist, Erzählung, Klöpfer & Meyer, Tübingen 2010
- Sevilla, Roman, Berlin Verlag, Berlin 2010[4]
- Zielinski. Roman, Klöpfer & Meyer, Tübingen 2011, ISBN 978-3-86351-002-2. (übersetzt ins Spanische, Editorial Serapis, Rosario 2013)[5]
- Einer der Tage, Kurzfilm 2012
- Der lange Atem, Roman,[6] Klöpfer & Meyer, Tübingen 2014, ISBN 978-3-86351-077-0
- Warten, Erzählung, Kunststifter Verlag, 2014, ISBN 978-3-942795-24-1
- Stillhalten. Roman. Klöpfer & Meyer, Tübingen 2017, ISBN 978-3-86351-451-8.[7]
- Verschlungen. Roman. Alfred Kröner Verlag/Edition Klöpfer, Stuttgart 2023, ISBN 978-3-520-77101-8

## Auszeichnungen
- GEDOK Literaturförderpreis (1995)
- Stipendium des Deutschen Literaturfonds (2003)
- Literaturstipendium des Landes Baden-Württemberg (2004)
- Stipendium Literatur in der Stiftung Künstlerdorf Schöppingen NRW (2004)
- Karlsruher Hörspielpreis (2004) für das Hörspiel Auf allen Sendern, stündlich
- Stipendium des Heinrich-Heine-Hauses der Stadt Lüneburg (2007)
- Stadtschreiberin Schwaz (2008)
- Burgschreiberin Beeskow 2009[8]
- Literaturstipendium Herrenhaus Edenkoben, 2010
- Stipendium Literaturhaus Aargau, 2012
- Literaturstipendium des Freistaats Bayern, 2012
- Literaturstipendium des Centre national du livre, 2013
- Arbeitsstipendium des Deutschen Literaturfonds, 2013
- Tukanpreis 2014
- Italo-Svevo-Preis 2015[9]
- Evangelischer Buchpreis 2015 für den Roman Der lange Atem[10]
- 2016/17 Stipendium der Deutschen Akademie Rom Villa Massimo.

Für den Kurzfilm Das möblierte Zimmer erhielt sie:
- den Preis der Jury und den Ebenseer Bären in Gold, Filmfestival Ebensee 2010.
- die Goldene Diana und Preis für das beste Drehbuch, 2010, Filmfest Klopeiner See.
- AIFF, Best Experimental Film 2010.
- NovaraCinéFestival, beste Kamera, 2010.